# Héroe de la República Popular Democrática de Corea
El título y medalla de Héroe de la República Popular Democrática de Corea (en coreano: 조선민주주의인민공화국의 공화국영웅) es el más alto honor que puede alcanzarse de Corea del Norte, equivalente a otros títulos heroicos del campo socialista.
Todo el que recibe esta condecoración recibe automáticamente la Orden de la Bandera Nacional en Primera Clase.
481 miembros del Ejército Popular recibieron este premio por su actuación durante la guerra de Corea.
Se puede recibir varias veces la condecoración Héroe de la República Popular Democrática de Corea. Por ejemplo, Kim Il-sung la recibió en tres ocasiones y Kim Jong-il en cuatro.
Además puede recibirse póstumamente, como la cuarta que recibió el Secretario General Eterno del Partido, la de Kim Jong-suk o la de Yu Kyong-hwa (estudiante norcoreana que murió en un incendio rescatando los retratos de Kim Il-sung y Kim Jong-il y salvando a sus compañeros).
También pueden recibirla extranjeros, por ejemplo, Yasir Arafat o Fidel Castro en 1986.